# 格里马蛛
格里马蛛（学名：Hippasa greenalliae）为狼蛛科马蛛属的动物。分布于印度、斯里兰卡以及中国大陆的湖南、贵州等地。